# أيزاياه غرين
أيزاياه غرين (بالإنجليزية: Isaiah Green)‏ هو لاعب كرة قدم أمريكية ولاعب كرة القدم الكندية أمريكي، ولد في 10 أغسطس 1989 في لوس أنجلوس في الولايات المتحدة.

## وصلات خارجية
- أيزاياه غرين على موقع الاتحاد الدولي لألعاب القوى (الإنجليزية)
- أيزاياه غرين على موقع مرجع كرة القدم المحترفة.كوم (الإنجليزية)